# Ellen Sandweiss

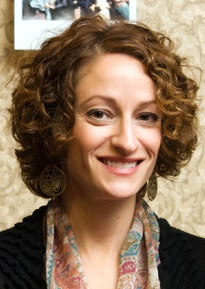
Ellen Sandweiss (2009)

Ellen Sandweiss (* 30. Dezember 1958 in Detroit, Michigan) ist eine US-amerikanische Schauspielerin. Bekanntheit erlangte sie 1981 durch die Rolle der Cheryl Williams im Horrorfilm Tanz der Teufel.

## Leben
Ellen Sandweiss absolvierte ihr Studium an der University of Michigan. Ihr Schauspieldebüt gab sie 1978 im Horror-Kurzfilm Within the Woods des mit ihr befreundeten Sam Raimi, bei dem es sich um eine Art Vorgänger von Tanz der Teufel handelt, um einen Sponsor für den eigentlichen Hauptfilm zu finden. Drei Jahre später spielte Sandweiss ihre wohl bekannteste Rolle als Cheryl Williams in eben jenen Film an der Seite von Bruce Campbell, der ebenfalls bereits in Within the Woods mitgewirkt hatte.
Nach ihrem Auftritt in Tanz der Teufel zog sich Sandweiss für 25 Jahre von der Schauspielerei zurück, ehe sie zum Filmgeschäft zurückkehrte. Sie ist seitdem vorwiegend in Horrorfilmen sowie als Gast in Fernsehserien zu sehen. Durch ihren früheren Filmpartner Bruce Campbell erhielt Sandweiss 2007 eine Nebenrolle in dessen Komödie My Name Is Bruce. In Sam Raimis Die fantastische Welt von Oz hatte sie 2013 gemeinsam mit den anderen Tanz der Teufel-Darstellern einen Cameo-Auftritt. In der Fernsehserie Ash vs Evil Dead kehrte Sandweiss 2016 für zwei Folgen in ihrer Rolle der Cheryl Williams zurück. Bereits drei Jahre zuvor war sie in derselben Rolle während einer Szene des Tanz der Teufel-Remakes Evil Dead zu hören.
Ellen Sandweiss betätigt sich neben ihrer Schauspielkarriere als Sängerin jüdischer Musik. Sie war mit Matt Hodges verheiratet, die Ehe wurde geschieden. Ihre Tochter Jessy Hodges (* 1986) ist ebenfalls als Schauspielerin tätig.

## Filmografie (Auswahl)
- 1978: Within the Woods (Kurzfilm)
- 1981: Tanz der Teufel (The Evil Dead)
- 2006: Satan’s Playground
- 2007: My Name Is Bruce
- 2009: Dark Fields (auch als The Rain veröffentlicht)
- 2013: Die fantastische Welt von Oz (Oz the Great and Powerful)
- 2013: Evil Dead (nur Stimme)
- 2016: Ash vs Evil Dead (Fernsehserie, zwei Folgen)
- 2019: Sundowners (Kurzfilm)

## Videospiel
- 2022: Evil Dead: The Game (Cheryl Williams / Deadite Cheryl) (Stimme)